# میراث‌دار: افسانه عمر خیام
میراث‌دار: افسانه عمر خیام (به انگلیسی: The Keeper: The Legend of Omar Khayyam) فیلمی است به کارگردانی کیوان مشایخ که در سال ۲۰۰۵ ساخته شده‌است.
ونسا ردگریو و موریتس بلایبتروی از جمله بازیگران این فیلم هستند. اندی خواننده ایرانی نیز از بازیگران این فیلم است. موضوع این فیلم در مورد زندگی عمر خیام، دانشمند و شاعر ایرانی است.
بخشهایی از فیلم در شهرهای سمرقند و بخارا فیلم‌برداری شده و زبان‌های به‌کاررفته در فیلم فارسی و انگلیسی هستند. در ساخت این فیلم دست‌اندرکارانی از کشورهای ایران، ایالات متحده آمریکا، آلمان، ایتالیا، صربستان، هند و ۱۲۰ نفر از هنرمندان و مردم ازبکستان شرکت داشته‌اند.
شهردار هیوستون تگزاس به افتخار فیلم میراث‌دار: افسانه عمر خیام ساخته کیوان مشایخ که اهل هیوستون است ۲۶ ژوئن ۲۰۰۵ را روز میراث‌دار (Keeper Day) نامید.

## داستان
پسری ۱۲ ساله به نام کامران از طریق اطلاعاتی که سینه به سینه از خانواده‌اش به او رسیده کشف می‌کند که شجره‌نامه او به دانشمند سده یازدهم عمر خیام می‌رسد. اینک نوبت کامران است تا این سرگذشت‌ها را زنده نگه دارد و به نسل‌های بعد برساند.
فیلم، ما را از زمان حال به روزگار حماسی گذشته می‌برد که در آن عشق مشترک خیام و حسن صباح به یک زن باعث جدایی افتادن میان آنها و ایجاد گسستگی در رشته دوستی ابدی این دو یار دبستانی می‌شود.